# جون لوفيت (لاعب كرة قاعدة)
جون لوفيت (بالإنجليزية: John Lovett)‏ هو لاعب كرة قاعدة أمريكي، ولد في 6 مايو 1877 في Monday, Ohio ‏ في الولايات المتحدة، وتوفي في 5 ديسمبر 1937 في موراي سيتي في الولايات المتحدة.

## وصلات خارجية
- جون لوفيت على موقعبيزبول رفرنس.كوم (الدوري الرئيسي) (الإنجليزية)
- جون لوفيت على موقعبيزبول رفرنس.كوم (الدوري الثانوي) (الإنجليزية)